# Rosa Pandorea
Die Rosa Pandorea (Pandorea jasminoides, Syn.: Tecoma jasminoides Lindl.), auch Jasmintrompete, Australische Schönranke oder unpräzise Laubenwein genannt, ist eine Pflanzenart  aus der Gattung Pandorea innerhalb der Familie der Trompetenbaumgewächse (Bignoniaceae). Sie kommt nur in den australischen Bundesstaaten New South Wales und Queensland vor.

## Beschreibung

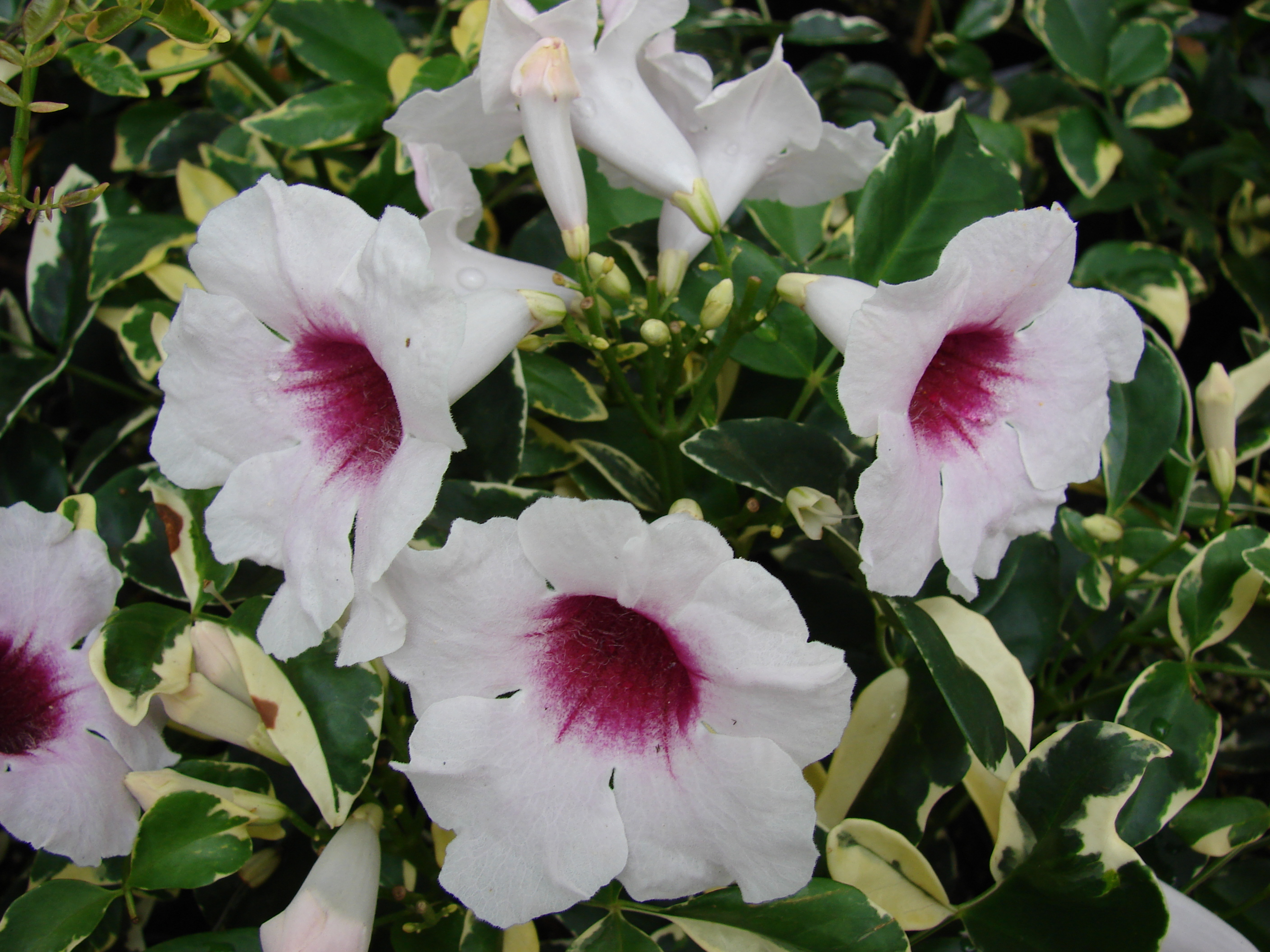
Blüten einer panaschierten Sorte aus unterschiedlichen Blickwinkeln

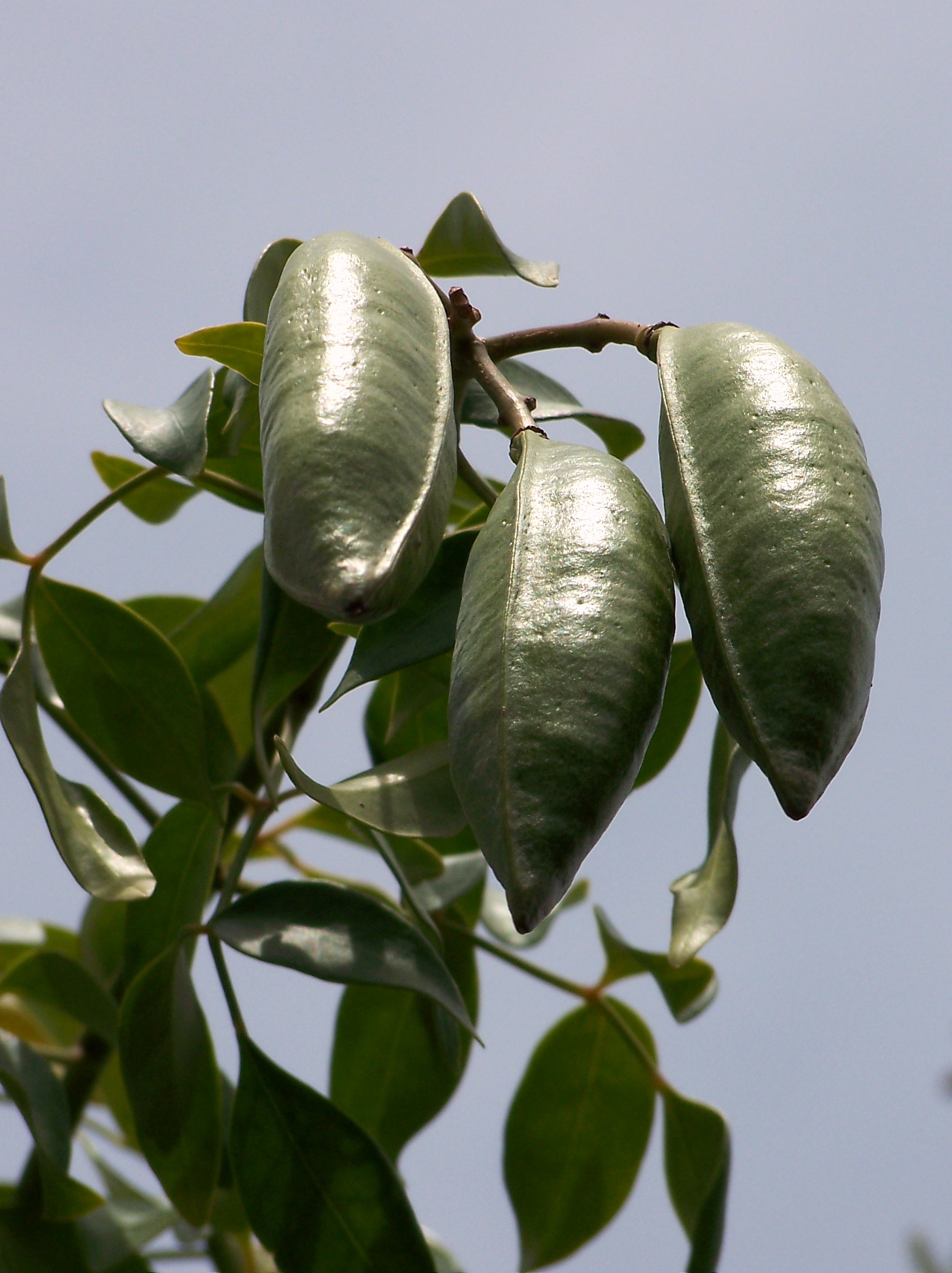
Unreife Kapselfrüchte

### Erscheinungsbild und Blatt
Die Rosa Pandorea wächst als eine schnellwüchsige, immergrüne und windende Liane oder als rankender Strauch einige Meter hoch. Die hauptsächlich gegenständig, manchmal zu dritt wirtelig angeordneten Laubblätter sind unpaarig gefiedert und etwa 12 bis 17 Zentimeter lang mit einem 2 bis 4 Zentimeter langen Blattstiel. Die Rhachis ist rinnig. Sie bestehen aus vier bis sieben Blättchen, die 4,5 bis 6 Zentimeter lang und 1,5 bis 3 Zentimeter breit sind. Die ledrigen, eiförmigen bis elliptischen, spitzen bis zugespitzten Blättchen haben einen glanzen Rand und sitzen an einem 2 bis 4 Millimeter langen Stiel, die Basis ist asymmetrisch. Nebenblätter fehlen.

### Blütenstand und Blüte
Die Blütenstände sind Thyrsen und scheinen manchmal traubig zu sein; sie sind 6 bis 12 Zentimeter lang. Die schwach duftenden, zwittrigen, fünfzähligen Blüten sind mehr- oder weniger zygomorph. Die fünf grünen Kelchblätter sind zu einem 5 bis 7 Millimeter langen, gezähnten Becher verwachsen. Die fünf Kronblätter sind trompetenförmig verwachsen und 4 bis 6 Zentimeter lang, ihre Farbe kann weiß oder rosa sein mit einem roten, rosa oder gelben behaarten Schlund. Die Krone ist innen haarig und außen sehr kurz behaart. Die Krone ist mehr oder weniger aufrecht und weist einen Durchmesser von 10 bis 20 Millimetern auf. Die Kronlappen sind 2 bis 3 Zentimeter lang. Die vier didynamischen Staubblätter stehen in Paaren zusammen, mit an der Basis behaarten Staubfäden. Es ist ein kleines, behaartes Staminodium vorhanden. Der zweikammerige Fruchtknoten ist oberständig mit einem eingeschlossenem, schlanken, hohlen Griffel und zweilappiger, papillöser Narbe. Es ist ein Diskus vorhanden.

### Früchte und Samen
Es wird eine aufgedunsenem spindelförmige, ledrig-holzige und vielsamige Kapselfrucht gebildet, die 4 bis 8 Zentimeter lang ist und einen Durchmesser von etwa 1 bis 2 Zentimeter aufweist. Die flachen, schwärzlichen und dreieckigen Samen sind fast ganz von einem feinen, papierigen, durchscheinenden Flügel umgeben und haben mit Flügeln eine Länge von 15–25 Millimeter.

## Vorkommen
Pandorea jasminoides stammt aus dem nordöstlichen New South Wales und Queensland in Australien. Sie wächst dort im subtropischen Küstenwald oder Trockenwald. Nach Guatemala und Trinidad-Tobago wurde sie eingeführt.

## Nutzung
Aufgrund ihrer vielen auffälligen Blüten und ihrer langen Blühdauer werden Sorten dieser Art als Zierpflanzen verwendet. Sie ist nicht winterhart. Sie eignet sich auch für Wintergärten.

## Taxonomie
Die Erstbeschreibung erfolgte 1837 durch den englischen Botaniker John Lindley unter dem Namen (Basionym) Tecoma jasminoides in Edwards's Botanical Register, Band 23 (new ser., 10), Tafel 2002. Durch den deutschen Botaniker Karl Moritz Schumann wurde 1894 die Neukombination zu Pandorea jasminoides (Lindl.) K.Schum. in Adolf Engler und Carl Prantl: Die natürlichen Pflanzenfamilien Band 4 Abteilung 3b, Seite 230 durchgeführt.